# Macracanthorhynchus hirudinaceus
Macracanthorhynchus hirudinaceus is een haakworm die parasiteert in de ingewanden van varkens en ook soms bij mensen en honden. Het dier veroorzaakt enteritis, gastritis of peritonitis. De levenscyclus bevat kevers van het geslacht Melolontha als intermediaire gastheer. Hij komt wereldwijd voor. Mannelijke exemplaren worden 50 tot 90 mm, vrouwelijke exemplaren 200 tot 650 mm.

## Synoniemen
- Taenia haeruca - Pallas, 1776
- Taenia hirudinacea - Pallas, 1781